# Hajnal János (színművész)
Hajnal János (1987. május 12. –) magyar színész. 

## Életpályája
Gyermekkorát a fejér megyei Nagylókon töltötte. A középiskolát Dunaújvárosban végezte. Érettségi után a Shakespeare Színművészeti Akadémián tanult, ahol 2009-ben végzett. Tanulmányai alatt Quintus Konrád a székesfehérvári Vörösmarty Színházba hívta, ahol rendezőasszisztensként is dolgozott. Később játszott több színházban és produkcióban is. 2016-ban szerepet kapott a Barátok közt című napi sorozatban is. 2022-2025 között a Színház- és Filmművészeti Egyetem drámainstruktor szakos hallgatója.

## Filmes és televíziós szerepei
- Brigi és Brúnó (2023)
- A Nagy Fehér Főnök (2022)
- A Séf meg a többiek (2022)
- Hotel Margaret (2022)
- Keresztanyu (2021)
- OTP Businnes (Reklám, 2016) Rendező: Szász Attila
- Nem játék (Kisfilm, 2016) Rendező: Ámann Richárd
- Jézus, apám nevében (Nagyjátékfilm, 2017) Rendező: Roczó-Nagy Zoltán
- Jóban-Rosszban (Sorozat, 2014)
- Férfiak egymás közt (Kisfilm, 2016) Rendező: Csuzi Márton
- Ether (Nagyjátékfilm, 2019) Rendező: Krzysztof Zanussi
- Playboy: A gentleman always knows a 'NO'. (Kisfilm, 2018) Rendező: Szilágyi Fanni
- Barátok közt (2016-2018)[5]
- Hacktion (2012)

## Színházi szerepei
- Nicola Vietoris- Kaviár és lencse (Pesti Művész Színház)
- Belgance- Az asszony körbejár (Pesti Művész Színház)
- Redillion- Balek, avagy a hülyéje ( Pesti Művész Színház)
- Ronnie- A miniszter félrelép (Bánfalvy Stúdió)
- Olimpikonok (Ausztrál turné)
- Rabszolgahajcsár, hajóskapitány- Bersntein: Candide (Müpa)
- Pincér- A Pincér (Zsámbéki Színházi Bázis)
- Robbie- Sopping end Fáking (Spirit Színház)
- Robert- Chatszoba (Spirit Színház)
- Petur bán- Bánk az esküdtszék előtt (PartVonal Műhely, József Attila Színház)
- Ernst Ludwig- Cabaret (Spirit Színház)
- Tigris- Micimackó (Spirit Színház)
- Jézus- A másik (Spirit Színház)
- Roberto- Irma, te édes (Pinceszínház)
- Rezidens- Happy Ending (Belvárosi Színház)
- Herceg- Hamupipőke (KoMód Színház)
- Fiú- Mi a neved? (Pinceszínház)
- Richard- Szeretők (KoMód Színház)
- Leokádia- Decameron (RS9 Színház)
- Brit nagykövet, orvos- Csárdáskirálynő, avagy 1916 (Vörösmarty Színház)
- Tybalt, Lőrinc barát- Rómeó és Júlia (Vörösmarty Színház)